# Dremomys
Dremomys — рід вивірок з підродини Callosciurinae. Зустрічаються лише в Азії.

## Морфологічні особливості
Довжина тіла голови близько 20 см, хвоста близько 15 см. Забарвлення хутра цих білок непоказне сіро-буре, іноді з оливковими або червонуватими відтінками. Нижня сторона білувата або жовтувата. Деякі види мають червонувато-коричневі частини тіла, особливо підборіддя, горло та шия можуть виділятися червонуватими на фоні хутра на спині та животі. Хвости тварин довгошерсті, але не густі, і вони не мають характерних пучків волосся на кінчиках вух.

## Спосіб життя
Тварини цього роду в основному є деревними, але також живуть на землі (напівдеревні). Найбільше вражає в цих тваринах їх пронизливий і гучний крик, який чути здалеку в лісі.